# Championnats d'Europe de cyclo-cross des moins de 23 ans féminin
Le championnat d'Europe de cyclo-cross des moins de 23 ans féminin est le championnat d'Europe de cyclo-cross organisé annuellement par l'Union européenne de cyclisme pour les cyclistes féminines âgées de moins de 23 ans. Le championnat organisé depuis 2013, a lieu dans le cadre des championnats d'Europe de cyclo-cross.

## Palmarès
| Année | Or                   | Argent               | Bronze                   |
| ----- | -------------------- | -------------------- | ------------------------ |
| 2013  | Annefleur Kalvenhaar | Sabrina Stultiens    | Alice Maria Arzuffi      |
| 2014  | Sabrina Stultiens    | Martina Mikulášková  | Alice Maria Arzuffi      |
| 2015  | Maud Kaptheijns      | Alice Maria Arzuffi  | Jana Czeczinkarová       |
| 2016  | Chiara Teocchi       | Hélène Clauzel       | Jana Czeczinkarová       |
| 2017  | Chiara Teocchi       | Laura Verdonschot    | Nikola Nosková           |
| 2018  | Ceylin Alvarado      | Inge van der Heijden | Fleur Nagengast          |
| 2019  | Ceylin Alvarado      | Anna Kay             | Marion Norbert-Riberolle |
| 2020  | Puck Pieterse        | Blanka Vas           | Manon Bakker             |
| 2021  | Shirin van Anrooij   | Puck Pieterse        | Fem van Empel            |
| 2022  | Puck Pieterse        | Line Burquier        | Shirin van Anrooij       |
| 2023  | Zoe Bäckstedt        | Marie Schreiber      | Kristýna Zemanová        |
| 2024  | Célia Gery           | Marie Schreiber      | Leonie Bentveld          |

## Tableau des médailles
| Pos.  | Pays            | Médaille d'or, Europe | Médaille d'argent, Europe | Médaille de bronze, Europe |    |
| ----- | --------------- | --------------------- | ------------------------- | -------------------------- | -- |
| 1     | Pays-Bas        | 8                     | 3                         | 5                          | 16 |
| 2     | Italie          | 2                     | 1                         | 2                          | 5  |
| 3     | France          | 1                     | 2                         | 1                          | 4  |
| 4     | Grande-Bretagne | 1                     | 1                         | 0                          | 2  |
| 5     | Luxembourg      | 0                     | 2                         | 0                          | 2  |
| 6     | Tchéquie        | 0                     | 1                         | 4                          | 5  |
| 7     | Belgique        | 0                     | 1                         | 0                          | 1  |
| 7     | Hongrie         | 0                     | 1                         | 0                          | 1  |
| Total | Total           | 12                    | 12                        | 12                         | 36 |